# 舍里耶
35°16′N 7°45′E / 35.267°N 7.750°E
舍里耶（阿拉伯语：‎），是阿爾及利亞的城鎮，位於該國東北部，由泰貝薩省負責管轄，是舍里耶區的首府，面積267平方公里，2008年人口75,344，人口密度每平方公里282人。